# Cinnamomum rigidum
Cinnamomum rigidum är en lagerväxtart som beskrevs av John Wynn Gillespie. Cinnamomum rigidum ingår i släktet Cinnamomum och familjen lagerväxter. Inga underarter finns listade i Catalogue of Life.